# Роґіти (Вармінсько-Мазурське воєводство)
Роґіти (пол. Rogity, нім. Regitten) — село в Польщі, у гміні Бранево Браневського повіту Вармінсько-Мазурського воєводства.
Населення — 471 особа (2011).
У 1975-1998 роках село належало до Ельблонзького воєводства.

## Демографія
Демографічна структура станом на 31 березня 2011 року:
|          | Загалом | Допрацездатний вік | Працездатний вік | Постпрацездатний вік |
| -------- | ------- | ------------------ | ---------------- | -------------------- |
| Чоловіки | 244     | 50                 | 173              | 21                   |
| Жінки    | 227     | 57                 | 129              | 41                   |
| Разом    | 471     | 107                | 302              | 62                   |